# 어안석
어안석(魚眼石, Apophyllite)은 층상 규산염 광물의 한 종류들로, 원래는 특정 광물명 하나를 지칭하는 것이었으나 1978년 KF-KOH-NaF 고용체를 고려하여 고용체들 전체의 그룹명으로 재정의되었다. 그 이름은 그리스어로 떨어져 나간다라는 뜻의 appophylliso에서 나왔다. 이는 광물을 가열하면 탈수되면서 조각조각 떨어져 나가는 성질에서 기인한 것이다. 이들은 현무암이나 다른 화산암들의 공극에 발생하는 이차 광물로서 흔히 발견된다. 특별한 산업적인 용도는 없으며, 주로 수집용도로나 사용된다.
세계적인 산지로는 인도의 잘가온, 독일의 하르츠 산맥, 노르웨이의 콘스베르크, 그 외 스코틀랜드나 아이슬랜드, 브라질. 일본 등에서 나고 있다. 한반도에서는 황해도 수안군 대오면 남정리의 접촉광상 중의 열하 벽면에 몰려 나오고 있다. 그 크기는 약 수 mm, 무색 투명하다. 황해도 수안군에서 나는 어안석은 그 결정면이 c(001), a(100), p(111)이다.

## 어안석 고용체
- 플루오라포필라이트-(K), KCa4Si8O20(F,OH)·8H2O - 무색, 백색, 황색, 녹색, 자색 등을 가진다.[3]
- 하이드록시아포필라이트-(K), KCa4Si8O20(OH,F)·8H2O - 무색 또는 백색이다.[4]
- 플루오라포필라이트-(Na), Na4Si8O20F·8H2O - 무색, 황색, 또는 갈색이다.[5]

## 같이 보기
- 제올라이트
- 광물 목록